# Interpretación (lenguas)
La interpretación de lenguas, o simplemente interpretación, es la actividad de mediación lingüística que consiste en transmitir un discurso de tipo oral o en lengua de señas, dando lugar a un discurso equivalente en una lengua diferente, bien de tipo oral o de lengua de señas. También se denomina interpretación al producto resultante de dicha actividad. La disciplina que estudia el proceso y el resultado de la interpretación, así como de la traducción escrita, es la traductología.
Se denomina intérprete (y antiguamente trujimán o dragomán) a la persona que realiza la interpretación. Su función consiste en transmitir el mensaje del discurso original, teniendo en cuenta diversos aspectos, como el registro utilizado, la información implícita en dicho mensaje y las emociones.

## Interpretación versus traducción
A pesar de que con frecuencia se utilizan indistintamente, los términos interpretación y traducción no son sinónimos. Aunque el término traducción puede utilizarse en sentido amplio, normalmente se refiere específicamente a la transmisión por escrito.
Otra diferencia es que la interpretación suele realizarse de manera presencial e inmediata, es decir que el intérprete es testigo directo del discurso de partida, bien de manera física o por transmisión audiovisual (televisada o telefónica). Por tanto, el traductor, a diferencia del intérprete, suele consultar diversas fuentes (diccionarios, glosarios, textos similares, etc.), todo lo cual contribuye a que el documento resultante pueda ser más fiel al original.
Un error muy común entre los legos en la materia consiste en creer que se interpreta de forma literal, es decir, realizando una traducción sintácticamente equivalente, o sea, palabra por palabra, del mensaje de partida. Interpretar de esta manera resultaría poco eficaz, pues el mensaje recreado en la lengua de llegada sería ininteligible para el receptor. Por ejemplo, si quisiéramos traducir literalmente una oración en inglés como He is travelling al español, obtendríamos: Él está viajando, que a pesar de tener sentido, no es natural para el hablante de este idioma. En cambio, ‘Está de viaje’ sería una interpretación mucho más correcta del mensaje original. Es decir que el intérprete tiene que tratar el mensaje como un todo, y tener en cuenta, además, el tono y el estilo utilizados por el orador en la lengua de partida, especialmente al interpretar expresiones que no tienen un equivalente directo de un idioma a otro, por ejemplo: la frase en inglés It's raining cats and dogs al ser interpretada al español, obtendríamos Están lloviendo perros y gatos lo cual también carecería de sentido. Por otro lado,‘Está lloviendo a cántaros’ sería una interpretación más adecuada del original.
Por otra parte, a la interpretación se le aplica un estándar de fidelidad y exactitud diferente que a la traducción. Debido a la premura de tiempo, el intérprete se ve obligado a establecer prioridades, para garantizar que se transmiten los detalles más importantes del discurso de partida. En particular, esto es importante si el orador habla muy rápido o si su discurso incluye gran cantidad de números o enumeraciones largas. En ciertos ámbitos la precisión es especialmente importante. Por ejemplo, en el judicial, “pasar por alto, omitir o retocar” una palabra puede inducir a error a los miembros del tribunal.
Para hacer frente a estos retos, el intérprete profesional ha aprendido técnicas y recursos que le permiten transmitir el mensaje en la lengua de llegada sin pérdidas de información. Por ejemplo, en español se puede abreviar un texto original del inglés a través del uso específico del género y los pronombres reflexivos.
Con todo, la intensa actividad intelectual del intérprete exige el trabajo por turnos. Habitualmente, se trabaja por parejas, y mientras uno de los miembros interpreta, el otro controla su trabajo y se anticipa a posibles dificultades, comunicándose con aquel mediante notas escritas.
Finalmente, el orador puede contribuir mucho a la calidad de la interpretación. En particular, será de gran ayuda que aplique la entonación adecuada a cada tipo de frase y que inserte una pausa breve al final de cada párrafo. Contrariamente a lo que se pueda pensar, el orador más difícil de interpretar no es el que habla rápido, sino el que lee en voz alta, aplicando una entonación muy distinta de la que utilizaría si su discurso fuera espontáneo. A menudo es aceptable el ser recíproco con el tono de voz del orador, esto dependiendo de las circunstancias y de si es algo que ha sido pedido por quien contrata al intérprete.

## Técnicas de interpretación
Es importante distinguir entre técnicas y modalidades de interpretación. Hablar de técnicas en interpretación se refiere a las diferentes actividades implicadas en el proceso, mientras que al mencionar el término modalidad nos ocupamos del contexto comunicativo y situación social de la interpretación.
Grosso modo, se suele distinguir entre interpretación simultánea, en la que el intérprete reproduce el mensaje de forma inmediata en la lengua de llegada mientras el orador sigue hablando, sin interrupciones; e interpretación consecutiva, en la que el orador interrumpe su discurso cada cierto tiempo para que el intérprete realice su trabajo.
Como se verá a continuación, estas dos técnicas admiten ciertas variaciones.

### Interpretación simultánea
En la interpretación simultánea, el intérprete traduce el mensaje a la lengua de llegada tan rápido como le sea posible desde la lengua de partida, mientras que el orador o el hablante de esta lengua continúa hablando. Para llevar a cabo su trabajo, el intérprete se sitúa en una cabina insonorizada desde donde puede ver al orador, al cual escucha a través de unos auriculares. Para transmitir su mensaje, el intérprete cuenta con un micrófono. Los receptores del mensaje en la lengua de llegada escuchan la interpretación vía auriculares. Además, la IS es el modo de interpretación comúnmente utilizado por los intérpretes de lengua de señas.
Salvo en el caso de la lengua de señas, la interpretación simultánea suele realizarse desde cabinas en las que los intérpretes trabajan por parejas de la misma combinación lingüística.
Cuando no es posible utilizar cabinas, por ejemplo a causa de las reducidas dimensiones de la sala donde se requiere la interpretación, o si el intérprete y sus oyentes necesitan desplazarse, existe la posibilidad de utilizar un sistema de interpretación portátil e inalámbrico que utiliza unos aparatos llamados Infoports, mediante los cuales el intérprete va realizando la interpretación simultánea a través de un emisor con micrófono y los usuarios de la interpretación escuchan el resultado de la misma a través de unos receptores. El uso de este sistema en condiciones de calidad solo es posible si se cumplen ciertos requisitos, como que el número de oyentes sea reducido, que el intérprete disponga de buen sonido de entrada y que el número máximo de idiomas necesarios sean 2 (en algunos casos 3).
En la interpretación simultánea, los intérpretes suelen trabajar por parejas de la misma combinación lingüística, turnándose cada cierto tiempo.
Los legos en la materia suelen decir, incorrectamente, traducción simultánea y traductor simultáneo, sin tener en cuenta que el término traducción suele referirse a la mediación lingüística por escrito.

### Interpretación susurrada
En la interpretación susurrada (chuchotage en francés), el intérprete se sienta o se queda de pie junto a una pequeña audiencia perteneciente a la lengua de llegada mientras les susurra una interpretación simultánea del tema que se está tratando. Para llevar a cabo esta modalidad de interpretación no se necesita un equipo especial. La interpretación susurrada se emplea en situaciones en las que la mayor parte de un grupo de personas habla la lengua de partida, y tan solo una minoría no (lo ideal sería que no fueran más de tres personas).

### Interpretación consecutiva

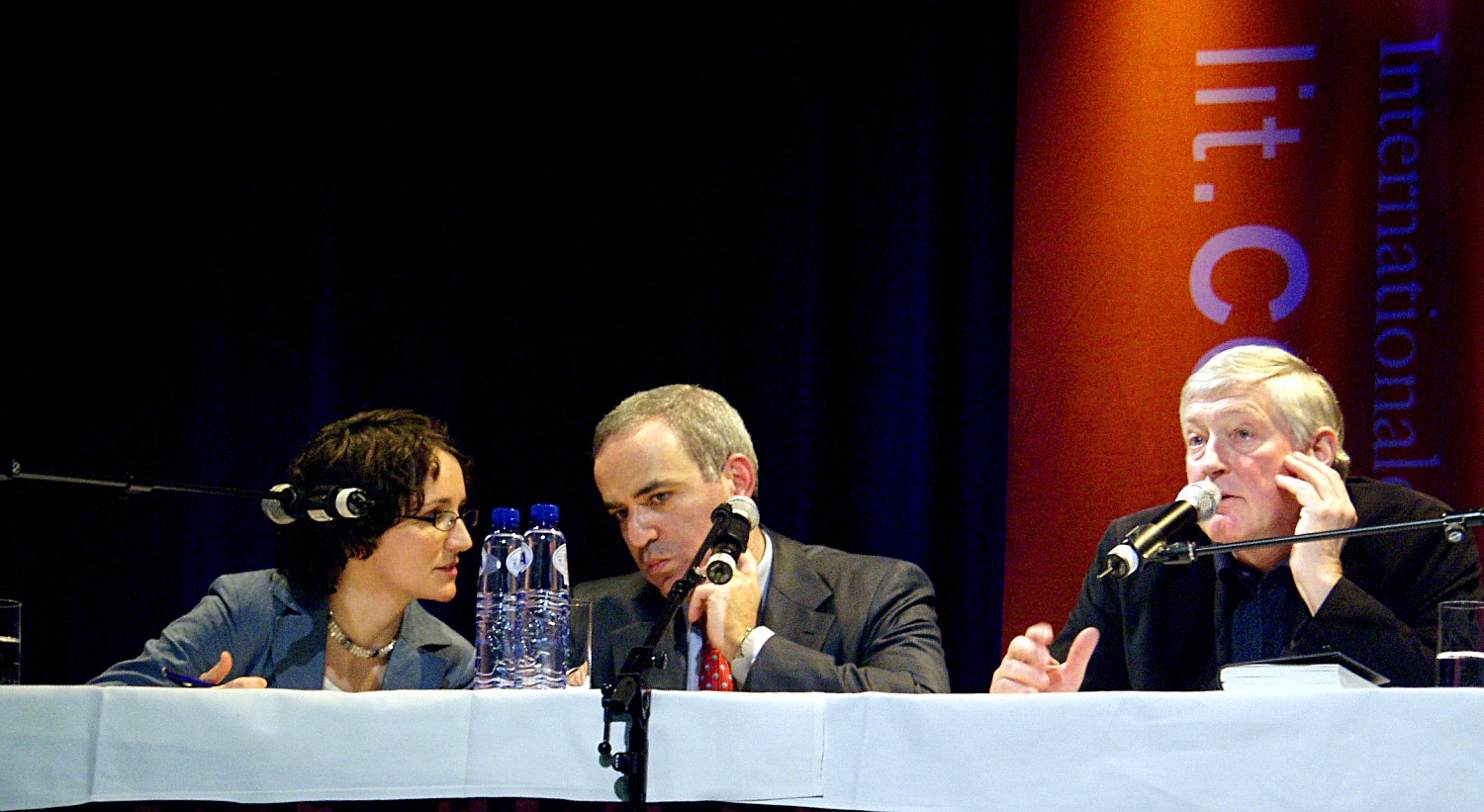
La intérprete de IC Patricia Stöcklin traduce el discurso de Klaus Bednarz a Gari Kaspárov.

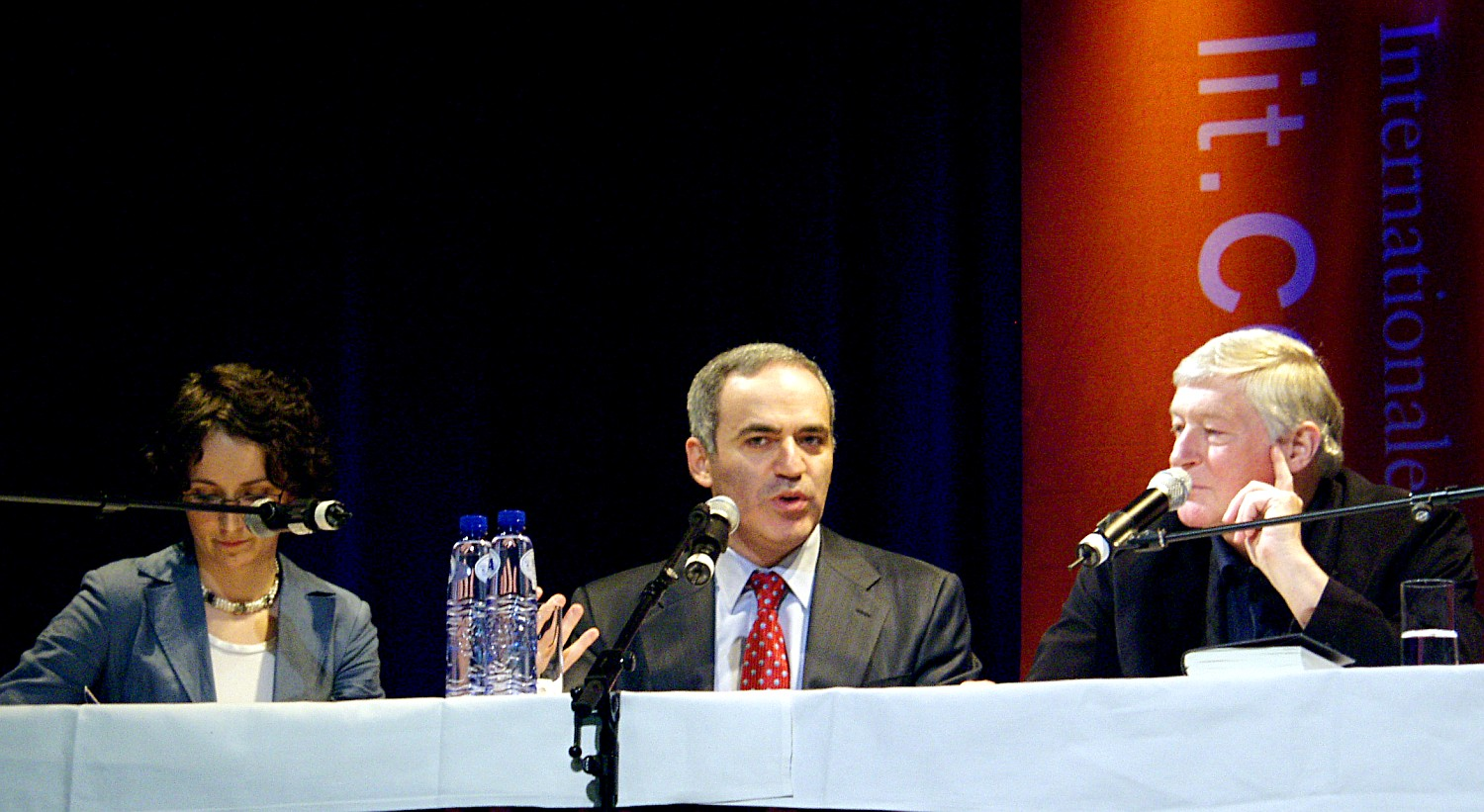
La intérprete de IC Patricia Stöcklin toma notas del discurso de Gari Kaspárov.

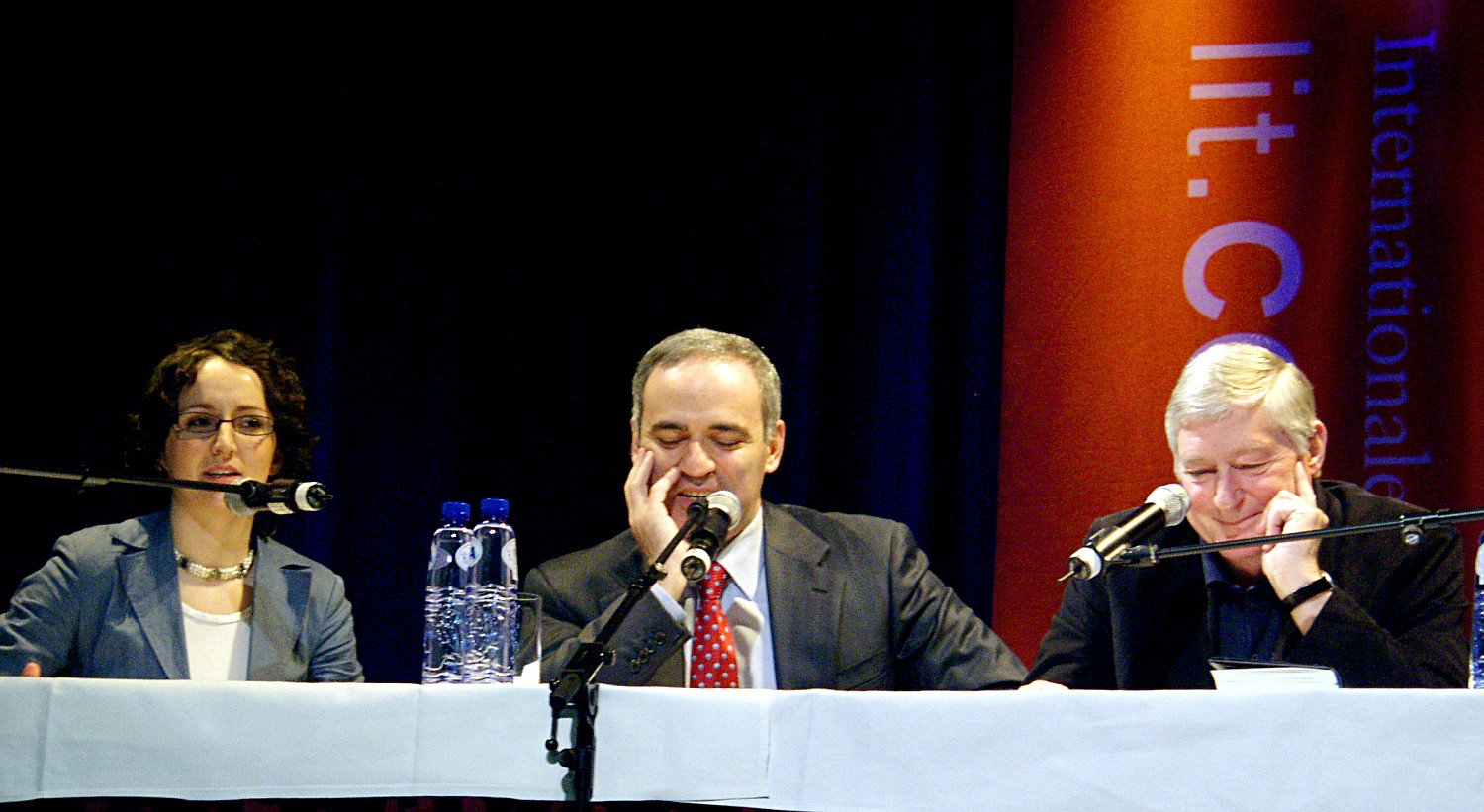
La intérprete de IC Patricia Stöcklin interpreta el discurso de Gari Kaspárov para el público.

En la interpretación consecutiva el intérprete empieza a hablar después de que el orador de la lengua de partida haya terminado su discurso. El discurso se divide en partes, y el intérprete de IC se sienta o se queda de pie cerca del orador en la lengua de partida para escucharle y tomar notas acerca de lo que dice. Cuando el orador hace una pausa o termina de hablar, el intérprete transmite el mensaje completo en la lengua de llegada.
Los discursos que se interpretan por este método, o bien las partes en que se dividen, suelen ser cortos. Hace cincuenta años, el intérprete de IC hacía discursos de 20 o 30 minutos, pero hoy día 10 o 15 minutos ya se consideran mucho para un discurso, sobre todo porque al público no le gusta estar escuchando durante 20 minutos un discurso que no entiende.
A menudo, el orador de la lengua de partida no es consciente de que puede hablar largo y tendido antes de que se realice la IC, y debido a ello hace una pausa al final de cada oración para que se interpreten a la lengua de llegada. A veces, el intérprete inexperto o con poca práctica le pide al orador que se detenga después de cada oración. La ventaja de interpretar oración por oración radica en el hecho de que haya que memorizar menor cantidad de información; sin embargo, el intérprete no ha escuchado aún el discurso completo o su parte fundamental, con lo cual resulta más difícil interpretar el mensaje completo, ya que falta contexto en el que basarse y se han producido varias interrupciones (por ejemplo, basta imaginar cómo resultaría el proceso de contar un chiste en fragmentos, con pausas en medio para traducir cada parte). Este método se utiliza a menudo para interpretar discursos, declaraciones, comunicados grabados, testimonios de testigos en un tribunal, así como entrevistas médicas y de trabajo; pero siempre es mejor contar con una idea completa antes de traducirla.
La interpretación consecutiva completa (i.e., no fragmentada) permite que el significado completo del mensaje producido en la lengua de partida sea comprendido por el intérprete antes de que este lo interprete a la lengua de llegada. Así se consigue una interpretación más fiel, exacta y accesible que cuando se realiza una interpretación simultánea.
La interpretación consecutiva (IC) se ofrece en dos versiones: ‘IC corta’ e ‘IC larga’. En la IC corta el intérprete depende de su memoria, pues cada segmento del mensaje interpretado es lo suficientemente corto como para ser memorizado. En la IC larga el intérprete toma notas mientras escucha que le ayuden a traducir pasajes largos. Estas divisiones informales se establecen con el cliente antes de que la interpretación tenga lugar, y dependen del tema a tratar, su complejidad y el propósito de la interpretación.

### Interpretación de enlace o bilateral
Mientras que la interpretación consecutiva suele implicar la existencia de un solo orador y varios receptores, la interpretación de enlace consiste en transmitir entre unos y otros lo que se dice en una conversación entre dos o más personas.
Puede realizarse tras un breve discurso, de forma consecutiva o en la modalidad de chuchotage (interpretación susurrada). Aparte de la toma de notas (que no se practica siempre) no se requiere la utilización de un equipo especial.

### Interpretación por relé
La interpretación por relé (en inglés, relay interpreting) tiene lugar cuando no se dispone de un intérprete que pueda trabajar desde la lengua de partida a la lengua de llegada, pero sí se dispone de intérpretes que pueden enlazar cada una de dichas lenguas con una tercera.
En este caso, un intérprete transforma el mensaje de la lengua de partida a la tercera lengua, y, a continuación, otro intérprete transforma el mensaje resultante de la tercera lengua a la lengua de llegada.
A menudo, esta tercera lengua o la lengua relé es el inglés o la lengua propia del lugar en el que se da la comunicación. Por ejemplo, en un congreso realizado en España, podría no haber intérpretes del alemán al árabe, pero sí ambos profesionales que puedan interpretar alemán-español y español-árabe, respectivamente.

### Traducción a la vista
La llamada traducción a la vista supone, en realidad, un tipo de interpretación. En este caso, el intérprete lee en voz alta un documento escrito en una lengua de partida como si estuviese escrito en la lengua de llegada. La traducción a la vista es frecuente en los ámbitos sanitario y judicial.

## Modalidades de interpretación

### Interpretación de conferencias
La interpretación de conferencias consiste en hacer una interpretación de una conferencia, entendiendo por conferencia una reunión entre profesionales de un mismo sector (congresos profesionales, reuniones políticas internacionales, etc.). Puede ser consecutiva o simultánea, aunque la celebración de encuentros multilingües ha reducido la utilización de la interpretación consecutiva en los últimos 20 años.
La interpretación de conferencias se divide en dos mercados: el institucional y el privado. Las instituciones internacionales (UE, ONU, OEP, etc.), que celebran encuentros multilingües, suelen favorecer la interpretación de varias lenguas extranjeras a las lenguas maternas de los intérpretes. El mercado privado local tiende a concentrarse en reuniones bilingües (la lengua local más otra) y los intérpretes trabajan tanto a partir de sus lenguas maternas como hacia ellas. Estos dos mercados no se excluyen el uno al otro.
La Asociación Internacional de Intérpretes de Conferencias (AIIC) es la única asociación mundial de intérpretes de conferencias. Se fundó en 1953 y reúne a más de 2800 intérpretes de conferencias profesionales procedentes de más de 90 países.

### Interpretación en el ámbito judicial
Mientras que la interpretación jurídica se refiere simplemente al contenido del discurso de partida y la interpretación jurada implica una responsabilidad del intérprete respecto a su trabajo regulada por la ley, la interpretación judicial tiene necesariamente lugar en tribunales de justicia o administrativos. A veces se utiliza la técnica de interpretación consecutiva, como cuando ante un tribunal se presenta un único testigo de lengua extranjera. Por su parte, se recurre a la interpretación simultánea en procesos judiciales en los que hay un mayor número de participantes de lengua extranjera, como en los Juicios de Núremberg y en los juicios por los Atentados del 11 de marzo de 2004.
El derecho a contar con un intérprete competente para aquellas personas que no entiendan la lengua que se habla en el tribunal (en especial para el acusado en un juicio criminal) se considera una norma fundamental en la justicia. Por lo tanto, este derecho se garantiza a menudo en las constituciones nacionales, declaraciones de derechos, leyes fundamentales que establecen un sistema judicial o a través de precedentes fijados por los tribunales superiores.
Según las regulaciones y estándares vigentes, los intérpretes de tribunales normalmente trabajan solos cuando interpretan de forma consecutiva, o en equipo cuando interpretan de forma simultánea. Además de un dominio práctico de las lenguas de llegada y de partida, se requiere que estos intérpretes cuenten con un amplio conocimiento de las leyes y los trámites legales y judiciales. A menudo se pide a los intérpretes que tengan una autorización formal del Estado para poder trabajar en los tribunales, en cuyo caso se les llama intérpretes jurados. En muchas jurisdicciones, la interpretación se considera una parte esencial del testimonio. 
Una interpretación incompetente o el simple hecho de que el intérprete no haga juramento pueden provocar que el juicio sea declarado nulo. Saleh Hussein (2011) ha señalado otras dificultades habituales para llevar a cabo esta profesión en los procesos judiciales, entre las que citaba la necesidad de una formación y capacitación profesional contrastables, una revisión de las condiciones salariales y una llamada de atención al papel decisivo que tienen las empresas intermediarias en este ámbito. Destacaba, además:

«la importancia y, sobre todo, la trascendencia que tiene la tarea del traductor-intérprete en los procesos judiciales, ya que el único que domina ambos idiomas es el traductor; ni el interesado (acusado, víctima, denunciado, denunciante o testigo) ni el personal responsable (cuerpo de policía, Guardia Civil u órgano judicial) manejan ambas lenguas. El entendimiento exacto y preciso entre las dos partes depende de la profesionalidad, de la seriedad y de la honestidad del traductor-intérprete».

### Interpretación para sesiones de grupo (marketing)
En la interpretación centrada en un grupo un intérprete se sitúa en una cabina insonorizada o en la sala de un observador con los clientes. Normalmente se utiliza un espejo unidireccional que se coloca entre el intérprete y el grupo focal, gracias al cual el intérprete puede observar a los participantes, mientras que ellos solo pueden ver su propio reflejo. El intérprete escucha la conversación en el lenguaje original a través de auriculares y la interpreta de forma simultánea en la lengua de llegada para los clientes. Dado que suele haber entre 2 y 12 (en ocasiones más) participantes en un grupo centrado, los intérpretes con experiencia no solo interpretan el discurso, sino que también imitan la entonación, los patrones del discurso, el tono, la risa y los sentimientos transmitidos por los participantes.

### Interpretación de acompañamiento
En este tipo de interpretación un intérprete acompaña a una persona o una delegación durante un tour, una visita, una reunión o una entrevista. Al intérprete que desempeña este papel se le denomina intérprete de acompañamiento. La modalidad de interpretación que realiza es interpretación de enlace.

### Interpretación en el sector público
También se la conoce como interpretación comunitaria. Es un tipo de interpretación que tiene lugar en los ámbitos legal, sanitario, y del gobierno local, así como los servicios sociales, la vivienda, la salud medioambiental y la educación. En la interpretación comunitaria existen una serie de factores que determinan y afectan al lenguaje y a la producción de la comunicación. Tales factores son: el contenido emocional del discurso, un entorno social polarizado u hostil, el estrés creado, las relaciones de poder entre los participantes y el grado de responsabilidad que adquiere el intérprete (en muchos casos extremo); en ocasiones, incluso la vida de la otra persona depende del trabajo del intérprete.

### Interpretación en el ámbito sanitario
La interpretación en el ámbito sanitario constituye un subtipo dentro de la interpretación en los servicios públicos, y consiste en facilitar la comunicación entre el personal sanitario y el paciente y su familia. Normalmente, el intérprete que interviene en este proceso ha sido formalmente acreditado y reúne los requisitos necesarios para prestar este tipo de servicio. En algunas situaciones los profesionales sanitarios que son multilingües pueden colaborar a tiempo parcial como miembros de bancos lingüísticos internos. El intérprete médico debe tener amplios conocimientos de medicina, sobre las prácticas médicas más comunes, el proceso de entrevistar a un paciente, el reconocimiento médico, y las tareas que se llevan a cabo a diario en el hospital o clínica donde trabaje. Además, es muy importante que los intérpretes médicos a menudo suponen enlaces culturales para las personas (independientemente del lenguaje) que no están familiarizadas con o se sienten incómodas en los centros hospitalarios o médicos.

### Interpretación de lengua de señas

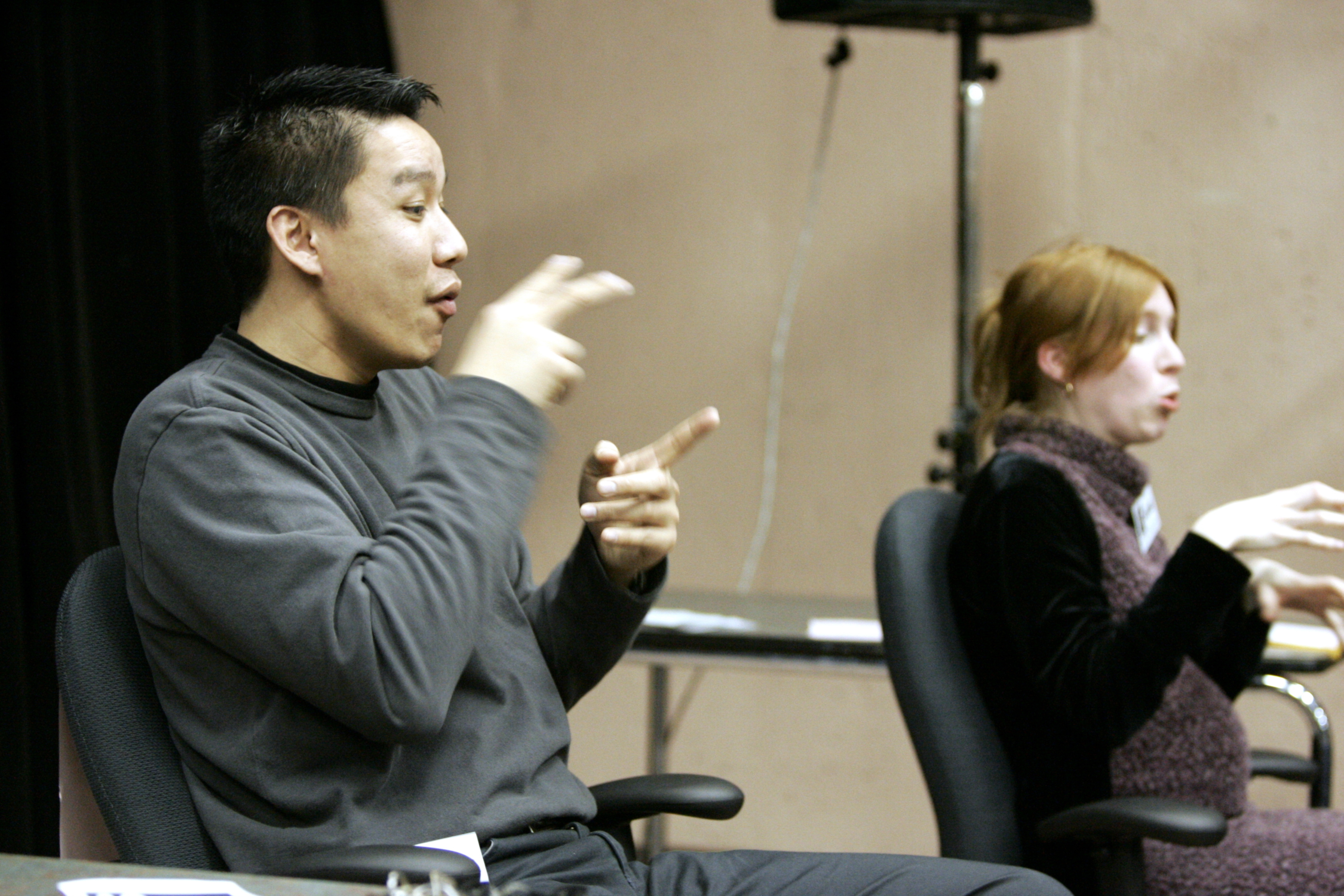
Dos intérpretes de lengua de señas trabajando para un colegio.

Cuando una persona cuya audición es normal habla, un intérprete transmite el significado del mensaje de este hablante en lengua de señas (también llamado lengua de signos) para las personas sordas. Cuando una persona sorda gesticula, un intérprete transmite el significado de estas señas en lengua oral para las personas que pueden oír, lo que a veces se denomina interpretación vocal. Esta práctica puede llevarse a cabo como una interpretación simultánea o consecutiva. Los intérpretes de lengua de señas cualificados se ubicarán en una sala o lugar que les permita ver a y ser vistos por los participantes Sordos así como escuchar y ser escuchados por los participantes que pueden oír. En algunas circunstancias un intérprete puede interpretar a partir de una lengua de señas hacia otra lengua de señas diferente.
Las personas sordas también pueden trabajar como intérpretes. Forman equipos con personas que sí pueden oír con el fin de proporcionar una interpretación para personas sordas que no compartan el lenguaje de signos estándar empleado en el país. También transmiten información de una forma de lenguaje a otra.

### Interpretación en los medios de comunicación
Por su naturaleza, la interpretación en los medios de comunicación tiene que ser simultánea. Se ofrece en particular para las coberturas televisivas en directo tales como las conferencias de prensa, entrevistas grabadas o en directo con políticos, músicos, artistas, deportistas o personalidades del mundo de los negocios. En este tipo de interpretación el intérprete se sitúa en una cabina insonorizada. Lo ideal es que desde allí pueda ver a los oradores en una pantalla. Antes de realizar las grabaciones, debería comprobarse si el equipo funciona correctamente. En particular, las conexiones vía satélite tienen que ser verificadas dos veces para así asegurarse de que el intérprete no oiga su retorno y llegue a escuchar los canales de uno en uno. En el caso de las entrevistas grabadas fuera de un estudio y algunos programas de actualidades, el intérprete interpreta lo que ve en la pantalla de televisión. El ruido de fondo puede suponer un grave problema. El intérprete que trabaja para los medios de comunicación tiene que dar la impresión de ser tan hábil y seguro como un presentador de televisión.
La interpretación en los medios de comunicación se ha ido haciendo más visible y presente con el paso de los años, especialmente a partir de la Guerra del Golfo. Los canales de televisión han ido empezando a contratar personal que ejerza la interpretación simultánea. El intérprete que trabaja en este ámbito tiene que interpretar ruedas de prensa, mensajes telefónicos, entrevistas y otras coberturas similares en directo. Es un tipo de interpretación más estresante que el resto porque el intérprete se tiene que enfrentar a una amplia variedad de problemas técnicos, a los que se suma el alboroto que se produce en la sala de control durante las retransmisiones en vivo.

## Historia
Mientras que entre los intérpretes suele decirse, no sin cierta socarronería, que la interpretación es el segundo oficio más antiguo del mundo, la técnica empleada tradicionalmente es la bilateral o consecutiva. En España, el uso el término intérprete está documentado al menos desde el siglo XVI. Como personaje histórico, destaca La Malinche, noble mexicana que medió entre los nativos y los conquistadores españoles de México.
Después de que en los años 1920 del siglo XX se hicieran los primeros experimentos en interpretación simultánea, esta se utilizó por primera vez de manera intensiva durante los juicios de Núremberg. Actualmente, va ganando cada vez más terreno a la interpretación consecutiva, y no sólo se utiliza en congresos, conferencias, y la difusión radial y televisiva, sino que incluso se está comenzando a utilizar en las conferencias telefónicas y las videoconferencias.

## Dónde trabajan los intérpretes

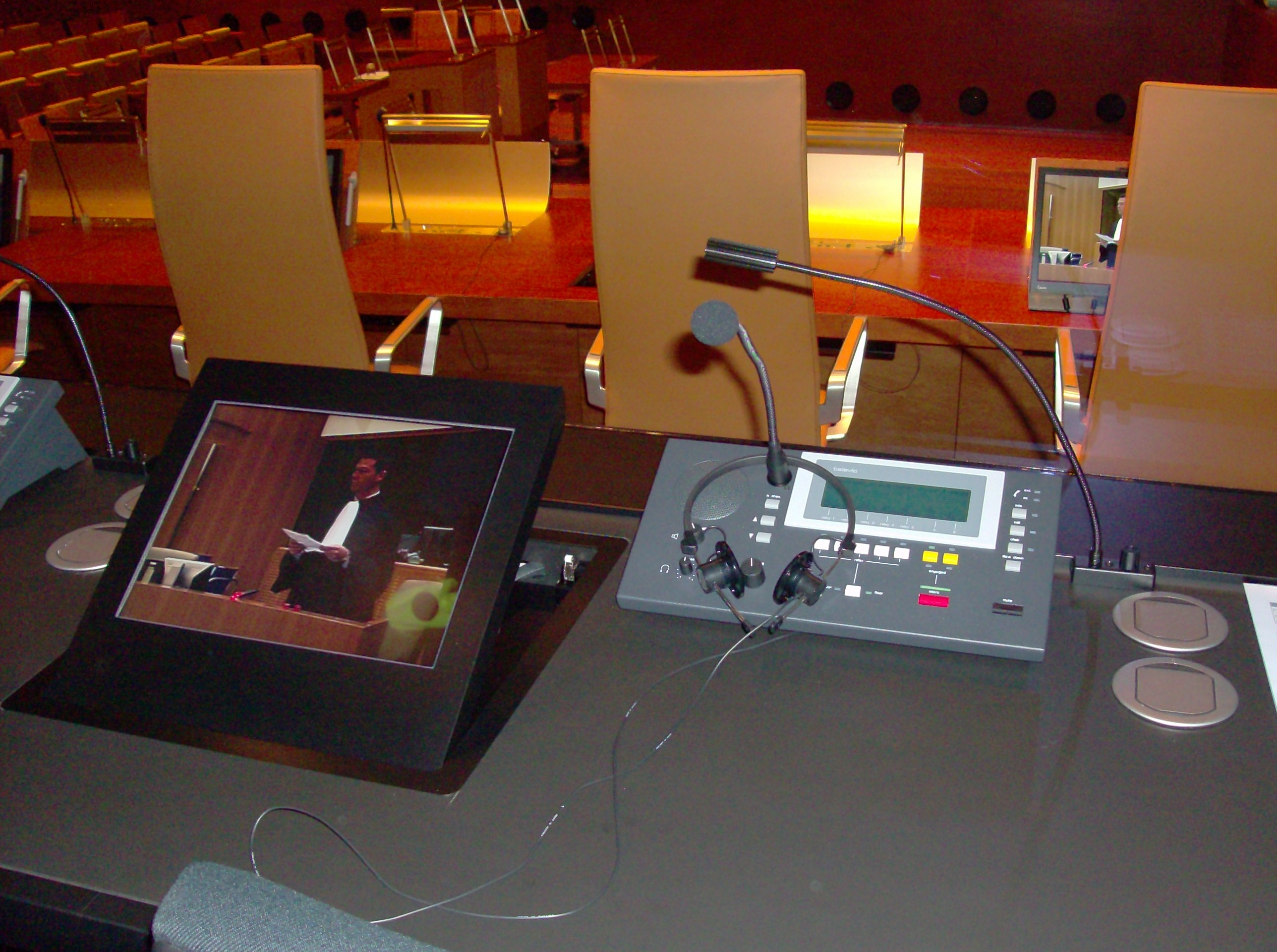
Pupitre para la interpretación simultánea.

La mayoría de los intérpretes de conferencias profesionales que trabajan a tiempo completo lo hacen para organizaciones internacionales como Naciones Unidas, la Unión Europea y la Unión Africana. Véase el artículo [Career opportunities with DG Interpretation] en las instituciones de la Unión Europea.
Actualmente, la entidad que más intérpretes contrata en todo el mundo es la Comisión Europea, la cual tiene contratados a cientos de intérpretes freelance y de plantilla que trabajan con los idiomas de la Unión Europea. Las otras instituciones relacionadas con la Unión Europea (el Parlamento Europeo y el Tribunal de Justicia Europeo) cuentan con servicios de interpretación propios, de menor entidad.
Las Naciones Unidas emplean a intérpretes en casi todas las sedes que tienen por todo el mundo. Al contar solamente con seis idiomas oficiales, es una entidad con menor capacidad de contratación que la Unión Europea.
Los intérpretes también pueden trabajar como freelance en sus comunidades locales, regionales y nacionales, frecuentemente por mediación de agencia de interpretación.
El ejército estadounidense empleó a cientos de intérpretes durante la ocupación de Irak y Afganistán.